# Django (película de 1966)
Django es una película hispanoitaliana de 1966, escrita, producida y dirigida por Sergio Corbucci. La película pertenece al género de los spaghetti western y contó con la actuación de Franco Nero (en el papel que le llevó a la fama) como el personaje titular, junto con Loredana Nusciak, José Bódalo, Ángel Álvarez y Eduardo Fajardo. Fue el debut cinematográfico de Nero en un papel principal, y fue además uno de los spaguetti westerns que más rompieron con la estética tradicional de los westerns de EE. UU.
La película narra las aventuras de un soldado de la Unión convertido en vagabundo, y su compañera, una prostituta mestiza, que se ven envueltos en una amarga y destructiva disputa entre una banda de Camisas Rojas confederados y una banda de revolucionarios mexicanos. Hecha con la intención de aprovechar y rivalizar con el éxito de Por un puñado de dólares, de Sergio Leone. La película de Corbucci es considerada, al igual que la de Leone, una adaptación libre, y no oficial, de Yojimbo, de Akira Kurosawa.
La película se ganó la reputación de ser una de las más violentas jamás filmadas hasta ese momento, por lo que se le denegó un certificado en el Reino Unido hasta 1993, cuando se le concedió un certificado 18 (la película fue rebajada a un certificado 15 en 2004). Django, que fue un éxito comercial en su estreno, ha cosechado un gran número de seguidores de culto fuera de Italia y está ampliamente considerada como una de las mejores películas del género del Spaghetti Western, siendo la dirección, la interpretación de Nero y la banda sonora de Luis Bacalov las más elogiadas.
Aunque el nombre Django aparece en más de 30 "secuelas" desde el momento del estreno de la película hasta principios de la década de 1970, en un esfuerzo por capitalizar el éxito de la original, la mayoría de estas películas no fueron oficiales y no contaron con la participación de Corbucci ni de Nero. Nero retomó su papel de Django en Django 2 - Il grande ritorno (1987), la única secuela oficial producida con la participación de Corbucci. Nero también hizo un cameo en la película de Quentin Tarantino de 2012 Django Unchained, un homenaje a la original de Corbucci. Críticos retrospectivos y especialistas en los westerns de Corbucci también han considerado que Django es la primera de la trilogía de "Barro y sangre" del director, que también incluye El gran silencio y Los especialistas.
En el 2007, se estrenó un refrito japonés de la película original dirigido por Takashi Miike y titulado Sukiyaki Western Django, y que cuenta con la colaboración del director Quentin Tarantino, un reconocido admirador de los spaghetti western.

## Argumento

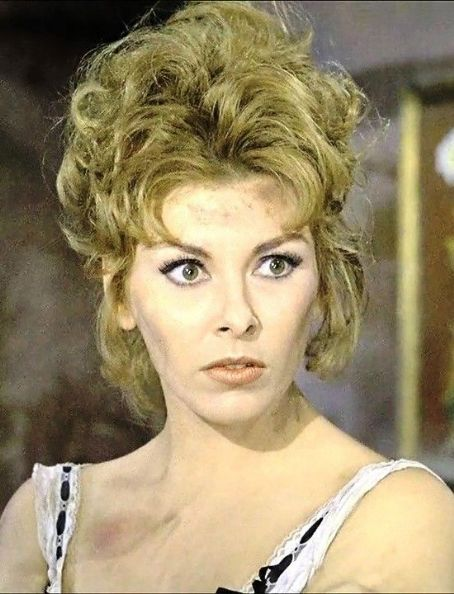
Loredana Nusicak en un fotograma de la película.

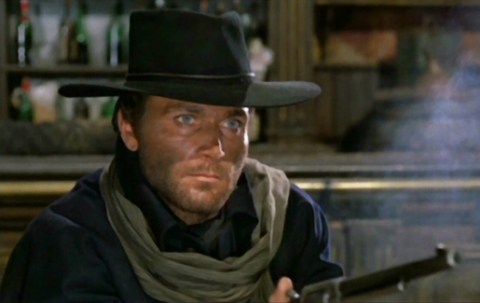
Franco Nero en otro fotograma.

En un desértico paisaje de la frontera entre Estados Unidos y México, un vagabundo, con un uniforme de la Unión y que arrastra un féretro, ve cómo unos bandidos mexicanos atan a un puente y azotan a una fugitiva prostituta, María (Loredana Nusciak). Los bandidos son de repente atacados por los hombres del mayor Jackson (Eduardo Fajardo), un fanático racista y antiguo oficial del ejército Confederado, que se preparan para matar a la mujer crucificándola en una cruz en llamas. El vagabundo, que se presenta como Django, acaba fácilmente con los hombres y le ofrece protección a la mujer. Llegan juntos a un pueblo fantasma, habitado por Nathaniel (Ángel Álvarez), un cantinero, y cinco prostitutas. Nathaniel les explica que el pueblo es una zona neutral en un conflicto entre los Camisas Rojas de Jackson y los revolucionarios mexicanos del general Hugo Rodríguez (José Bódalo).
Jackson y sus secuaces llegan a la taberna para que Nathaniel les pague el dinero por protegerlos. Django se enfrenta verbalmente a dos de los secuaces cuando acosan a una prostituta, y se burla de las creencias de Jackson. Django le dispara entonces a los hombres y reta a Jackson a volver con todos sus matones. Después, seduce a María cuando ésta le agradece por haberla protegido.
Jackson regresa con toda su banda. Utilizando la ametralladora que carga dentro de su féretro, Django abate a la mayoría de ellos, permitiendo que Jackson y un puñado de hombres escapen. Mientras ayuda a Nathaniel a enterrar los cadáveres, Django visita la tumba de Mercedes Zaro, su antigua amante que fue asesinada por Jackson. Rodríguez y sus revolucionarios llegan y capturan a un espía de Jackson, el hermano Jonathan (Gino Perice). Como castigo, Rodríguez le corta la oreja y le obliga a comérsela y luego le dispara por la espalda. Django le propone a Rodríguez, a quien una vez salvó en la cárcel, que roben el oro de Jackson, que guarda actualmente en el Fuerte Charriba del ejército mexicano.
Nathaniel, con el pretexto de traer prostitutas para los soldados, conduce un carruaje en el que se esconden Django, Rodríguez y cuatro revolucionarios, hasta el Fuerte, lo que les permite masacrar a muchos de los soldados -uno de los revolucionarios utilizando la ametralladora de Django, mientras que Django y Rodríguez se abren paso hasta el oro. Mientras Django y los revolucionarios escapan, Jackson les persigue, pero se ve obligado a detenerse cuando los ladrones cruzan a territorio americano. Django pide su parte del oro, pero Rodríguez, que quiere utilizarlo para financiar sus ataques al Gobierno mexicano, promete pagarle a Django una vez que esté en el poder.
Cuando uno de los revolucionarios se propasa con María durante la fiesta posterior al robo, se arma una pelea entre Django y él, que acaba con la muerte de este último. Rodríguez le permite a Django pasar la noche con María, pero éste elige a otra prostituta. Django hace que la prostituta distraiga a los hombres que custodian lugar donde contienen el oro, y entra en la casa por la chimenea. Robando el oro en el féretro y activando su ametralladora como distracción, Django carga el féretro en un carro. María le implora a Django que la lleve con él.
Al llegar al puente donde se conocieron, Django le dice a María que deberían ir por caminos distintos, pero María le ruega que abandone el oro y que empiecen una nueva vida juntos. Cuando el rifle de María se dispara, el féretro cae en las arenas movedizas. Django casi muere intentando recuperar el oro, y mientras María intenta ayudarlo cae herida por los hombres de Rodríguez . Uno de ellos le aplasta las manos a Django con los cascos de los caballos, como castigo por ser ladrón, y la banda de Rodríguez parte hacia México. Al llegar, los revolucionarios son masacrados por Jackson y el ejército. Django y María, entretanto, regresan a la taberna, encontrando solo a Nathaniel, y Django les dice que, a pesar de sus manos aplastadas, debe matar a Jackson para evitar más derramamiento de sangre.
Jackson se entera de que Django le está esperando en el cementerio de Tombstone y mata a Nathaniel, pero no antes de que éste esconda a María. Django, apoyado contra la parte de atrás de la cruz de la tumba de Zaro, le quita con los dientes el guardamonte a su revólver y lo apoya sobre la cruz, justo cuando llega la banda de Jackson. Creyendo que Django está rezando, pero no puede persignarse con las manos mutiladas, Jackson le dispara entre risas a las esquinas de la cruz. Django entonces le dispara a Jackson y a sus hombres empujando el gatillo contra la cruz y tirando repetidamente hacia atrás del martillo. Dejando la pistola sobre la cruz de Zaro, Django sale tambaleándose del cementerio, listo para empezar una nueva vida junto a María.

## Reparto
- Franco Nero: Django.

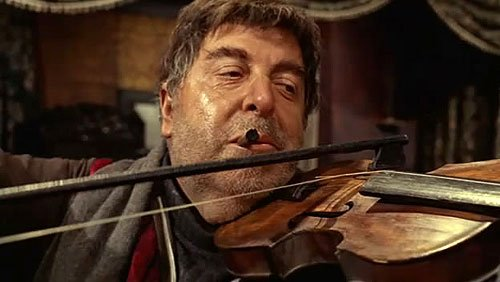
Ángel Álvarez en otro fotograma.

- José Bódalo: el general Hugo Rodríguez.
- Fernando Sancho: Gordon.
- Loredana Nusciak:[7] María.
- Eduardo Fajardo: el mayor Jackson.
- Simón Arriaga:[8] Miguel.
- Gino Pernice:[9] Jonathan.
- Ángel Álvarez: Nataniel.
- Remo de Angelis:[10] Ricardo.
- José Canalejas: esbirro de Hugo.
- Rafael Albaicín: esbirro de Hugo.
- José Terrón: Ringo.

## Producción

### Desarrollo y guion
Durante la producción de Johnny Oro (1966), Sergio Corbucci fue abordado por Manolo Bolognini, un joven y ambicioso productor que había trabajado previamente como director de producción de Pier Paolo Pasolini en El Evangelio según San Mateo, para que escribiera y dirigiera un spaghetti western que recuperara las pérdidas de su primera película como productor, La donna del lago (1965). Corbucci aceptó inmediatamente la oferta de Bolognini, dejando que Johnny Oro fuera completada por otros. El director quería crear una película inspirada en Yojimbo, de Akira Kurosawa, que había visto dos años antes por recomendación de su director de fotografía habitual, Enzo Barboni. Corbucci también quería hacer una película que rivalizara con el éxito de Por un puñado de dólares, otra adaptación de Yojimbo dirigida por su amigo Sergio Leone. Según Ruggero Deodato, ayudante de dirección de Corbucci, el director tomó prestada la idea de un protagonista que arrastra un féretro tras de sí de una revista de cómics que encontró en un quiosco en Via Veneto, en Roma.
Bolognini le dio a Corbucci un plazo muy corto para escribir el guion de la película. Corbucci escribió los primeros borradores de la historia junto con su amigo Piero Vivarelli; ambos escribieron hacia atrás empezando por la escena final de la película. La destrucción de las manos del protagonista antes del duelo final estuvo influenciada por la película previa de Corbucci, Minnesota Clay (1964), que trataba sobre un protagonista ciego que intentaba superar su discapacidad. Fue también de allí de donde surgió el nombre de "Django." Según Alex Cox, el nombre de Django es "un chiste cruel de Corbucci y de su hermano y guionista Bruno," en referencia al guitarrista de jazz Django Reinhardt, célebre por su excepcional habilidad musical a pesar de tener paralizados el cuarto y el quinto dedo de la mano izquierda. Además, puesto que Corbucci era un "director político" de izquierdas, Cox sugiere que el dispositivo argumental de la ametralladora de Django contenida en un féretro (así como el oro enterrado en un cementerio que buscan los protagonistas de El bueno, el malo y el feo de Leone), puede haberse inspirado en rumores sobre los terroristas anticomunistas del Gladio, que escondieron en cementerios muchos de sus 138 alijos de armas. La utilización por parte del mayor Jackson de peones mexicanos como blanco de tiro también tiene un precedente histórico: indígenas brasileños habían sido utilizados como blanco de tiro por esclavistas blancos incluso en la década de 1950. Corbucci también habría estudiado imágenes de noticiarios sobre el Ku Klux Klan mientras escribía las escenas en las que aparecen el mayor Jackson y sus hombres, que llevan capuchas y pañuelos rojos en la película.
El borrador de Corbucci y Vivarelli fue revisado por Franco Rossetti. Para cuando comenzó el rodaje, Corbucci dirigía a partir de una "scaletta [...] como una sinopsis, pero más detallada, [si bien] todavía sin ser un guion completo." A lo largo de la producción se realizaron otras contribuciones y revisiones del guion, en concreto a manos de José Gutiérrez Maesso y Fernando Di Leo (que no fue recibió crédito por su trabajo en el guion) y especialmente de Bruno Corbucci. El actor Mark Damon también ha afirmado haber colaborado con Corbucci en la historia antes de la producción de la película. Las copias italianas atribuyen a los hermanos Corbucci la "historia, el guion y los diálogos," mientras que Rossetti, Maesso y Vivarelli aparecen como "colaboradores del guion."

### Casting
Inicialmente, Corbucci quería que Mark Damon (que había interpretado al personaje principal de Johnny Oro) interpretara a Django, pero Damon tenía un conflicto de agenda y tuvo que retirarse. Bolognini pensó en Franco Nero o Peter Martell para el papel, y finalmente decidió que Fulvio Frizza, el director de Euro International Films (la distribuidora de la película), eligiera al actor basándose en fotografías de los tres hombres. Frizza eligió a Nero, que era reacio a aparecer en la película pues quería interpretar papeles en películas más "serias". Finalmente, su agente, Paola Petri, y su marido, el director Elio Petri, le convencieron para que aceptara el papel con el argumento de que no tendría "nada que perder". Nero tenía 23 años cuando se le asignó el papel, así que para dar la impresión de que era un personaje mayor, del tipo Clint Eastwood, se dejó crecer la barba, se puso arrugas falsas alrededor de los ojos y el actor Nando Gazzolo le dobló la voz en la posproducción. También le pidió a Corbucci que su personaje vistiera un uniforme negro del ejército de la Unión como referencia a su apellido (Nero significa "negro" en italiano). Durante el rodaje, Corbucci invitó a Sergio Leone a conocer a Nero, quien consideró que el joven actor tendría éxito.

### Localizaciones de rodaje
Los exteriores de la película fueron registrados en localidades de Madrid: La Pedriza y Colmenar Viejo.